# 森林管理委员会

森林管理委员会（英文：Forest Stewardship Council）缩写FSC，是一个非政府、非营利组织。

## 历史
它成立于1993年，其发起者为国际上一些希望阻止森林遭到不断破坏的非政府机构、环保人士、木材贸易组织及具有社会责任感的消费者等。
FSC通过制订森林良好经营的标准和木材加工的产销监管链标准，来追踪木制品从森林到消费者的整个过程，从而可以控制木材的合法及可持续来源。
FSC希望通过市场机制，使林区的作业结构和经营能够更加合理，确保经营者在获取利润的同时，却不以牺牲森林资源、生态系统或影响社区为代价。
在林业领域，FSC的标准对社会和环境的要求是最高的，它的可行性在各大洲、不同森林类型、面积和产权制度下已经得到证实。遵循了FSC原则与标准的要求获得认证的产品能够贴FSC的商标，贴有FSC标签的产品向消费者保证了它们来自于能够满足当代人和后代人的社会、经济和生态需求的森林。森林管理委员会的认证是由独立的第三方认证机构来开展的，这就保证了认证的透明度和可信性。
FSC要求森林经营者制订适合的经营方案并定期对其更新，这个方案必须与FSC的森林管理原则相符合。FSC认证标准要求森林经营者在追求经济效益的同时也要考虑到对环境的影响和对林区周边社区利益的顾及。FSC对于将天然林转化为人工林的规定非常严格，为了保护天然林不被采伐，1994年11月以后在天然林地上营造的人工林一般不具备认证条件。FSC对林区作业中工人使用的个人防护用品也有严格的规定。
随着国际上对FSC认证产品的需求增加，2007年，贴有FSC标签的产品销售额超过了200亿美元。FSC也成为了世界上增长最快的森林认证体系，全球超过7%的用材林是由FSC认证的。FSC已被纳入到许多国家的绿色采购政策中，这就提高了国际上对来自于中国的FSC认证木质品的出口需求。
FSC认证在中国增长迅速，截止到2008年11月，已有超过110万公顷的森林通过了认证，800多家企业获得了产销监管链证书，他们从中国和世界各地采购FSC认证的木材。

## 外部連結
森林管理委員會官網 （页面存档备份，存于）